# Institut français du Gabon
Pour les articles homonymes, voir IFG.
L’Institut français du Gabon (IFG) fait partie du réseau mondial des instituts français. Son bureau unique est basé à Libreville.

## Historique
Construit en 1991, sur les plans de l'architecte François Lombard, l'Institut français du Gabon (alors Centre culturel français Saint-Exupéry de Libreville) fut inauguré officiellement en mai 1994.
L'Institut français du Gabon en tant qu'organisme a été constitué le 3 novembre 2011, sous l'autorité du président exécutif de l'Institut français de l'époque, Xavier Darcos, dans le cadre d’une réforme mondiale du réseau culturel et de coopération du ministère français des Affaires étrangères initiée par la loi du 27 juillet 2010, en remplacement des activités culturelles françaises qui, dans le pays, étaient jusque-là réunies au sein de l'association Culturesfrance.
Cette réorganisation a apporté une meilleure unité et une plus grande simplicité de gestion. Les services de coopération universitaire, éducative, linguistique et culturelle de l’Ambassade de France ont ainsi fusionné pour devenir l’Institut français du Gabon. Ils entretiennent des liens étroits avec le Consulat général, le bureau de l'Alliance française ainsi qu'avec les autorités administratives et universitaires du pays.

## Rôle
L'Institut propose diverses activités culturelles, en plus des cours et classes de français. Ainsi, le centre culturel de l'institut participe à la scène culturelle locale, en créant des évènements à visée nationale, régionale ou locale, selon les projets; L'IFG propose ainsi quelque 150 évènements culturels annuels. L'IFG participe également à des évènements externes, dans le cadre de la promotion de la culture et des échanges entre la France et le Gabon, et développe des partenariats avec d'autres entités gouvernementales ou non-gouvernementales.

## Informations générales
L'Institut français héberge une médiathèque de 30 000 ouvrages et organise environ 300 manifestations culturelles par an, accueillant entre 5 000 et 6 000 personnes par mois. Outre sa programmation culturelle, l'IFG dispose d'une bibliothèque numérique, d'une salle de cinéma, d'une salle de spectacle de 400 places, d'une cinémathèque, d'un fonds d'archives nationales de 3000 documents sur le Gabon, d'un cybercafé et d'une cafétéria.
Il accueille depuis 2022 le Festival international du livre gabonais et des arts.